# سیارک ۱۷۹۲۶
سیارک ۱۷۹۲۶ (به انگلیسی: 17926 Jameswu، نامگذاری:1999GA18) هفده هزار و نهصد و بیست و ششمین سیارک کشف شده‌است که در ۱۵ آوریل ۱۹۹۹ کشف شد.
قدر مطلق سیارک برابر ۱۴.۱ است.